# Finding Hannah
Finding Hannah ist ein US-amerikanisches Filmdrama aus dem Jahr 2022. Unter der Regie von Sidney J. Furie sind Barry Newman und Diana Muldaur in den Hauptrollen zu sehen.

## Handlung
Am 13. Dezember 1942 werden 3000 Juden, Männer, Frauen und Kinder, aus Frankreich nach Auschwitz deportiert und dort ermordet. Eine von ihnen soll die damals 14-jährige Hannah Cohen gewesen sein. 
Deren Jugendfreund Isaac Dorfman versucht sein Leben lang, Hannahs Schicksal aufzuklären. Im hohen Alter macht er sich in Israel auf die Suche nach ihr.

## Hintergrund
Der Film erlebte seine Uraufführung im Januar 2023 auf dem Miami Jewish Filmfestival.
Regisseur Furie und die beiden Hauptdarsteller Newman und Muldaur drehten bereits 1970 gemeinsam das Drama Der Strafverteidiger (OT: The Lawyer), aus dem einige Jahre später wiederum die TV-Serie Petrocelli hervorging. Für Muldaur war es der erste Auftritt als Filmschauspielerin seit fast 30 Jahren.